# Convois ONS 18/ON 202
Seconde Guerre mondiale
Batailles
Bataille de l'Atlantique
- Bataille des Caraïbes
- Blocus allié de l'Allemagne
- Guerre météorologique
- Bataille du Rio de la Plata
- Opération Berlin
- Bataille du détroit de Danemark
- Opération Neuland
- Torpedo Alley
- Opération Paukenschlag
- Opération Postmaster
- Opération Cerberus
- Opération Biting
- Opération Chariot
- Bataille du Saint-Laurent
- Opération Frankton
- Bataille de la mer de Barents
- Mai Noir
- Bataille du cap Nord
- Opération Stonewall
- Opération Teardrop

Front d'Europe de l'ouest

Front d'Europe de l'est

Campagnes d'Afrique, du Moyen-Orient et de Méditerranée

Guerre du Pacifique

Guerre sino-japonaise

Théâtre américain
Les convois ONS 18 et ON 202 sont des convois alliés nord-atlantiques de la série ONS / ON durant la Seconde Guerre mondiale. Ces convois ont fait l'objet d'une importante attaque d'U-Boote allemands en septembre 1943, la première bataille de la Kriegsmarine lors de l'offensive d'automne, à la suite du retrait de la route de l'Atlantique Nord après le « Mai Noir ».

## Arrière-plan
Après les défaites de mai 1943 et les pertes dévastatrices subies par l'U-Bootwaffe, Karl Dönitz décide de retirer tous ses sous-marins de l'Atlantique Nord en attendant des améliorations tactiques et techniques. Il faut attendre le 13 septembre 1943 afin que l'amiral Dönitz lance à nouveau 20 sous-marins dans l'Atlantique Nord. Surnommé Rudeltaktik Leuthen, ils disposent de nouveaux équipements comme la torpille acoustique, un armement antiaérien renforcé et un détecteur radar.

## Belligérants
En septembre 1943, le Befehlshaber der U-Boote installe une ligne de patrouille Leuthen dans le sud-sud-ouest de l'Islande pour intercepter les convois ONS. Le secret doit être maintenu pour éviter que la présence des U-Boote soit connue des alliés. La Rudeltaktik se compose de 20 submersibles : U-229, U-238, U-260, U-270, U-275, U-305, U-338, U-341, U-377, U-378, U-386, U-402, U-422, U-584, U-641, U-645, U-666, U-731, U-758 et U-952.
Le 12 septembre 1943, le convoi ONS-18 quitte Liverpool (Royaume-Uni) à destination d'Halifax (Canada). Composé de 27 navires, il est protégé par le groupe d'escorte B-3, comprenant les destroyers Escapade et Keppel, la frégate Towy et les corvettes Narcissus, Orchis, Roselys, Lobelia et Renoncule. Le convoi était également accompagné par le porte-avions marchand Empire MacAlpine (en).
Lorsque le Western Approaches Command est informé de la présence d'U-Boote dans la zone, il décide de renforcer le ONS-18. Trois jours plus tard un autre convoi plus rapide, le ON-202, suit la route de l'ONS-18. Il a quitté Liverpool le 15 septembre, composé de 38 navires escortés par le groupe d'escorte canadien C-2, comprenant les destroyers Gatineau et Icarus, la frégate Lagan et les corvettes Drumheller, Kamloops et Polyanthus. Pour faire face à la menace, le convoi est renforcé par le groupe de soutien 9 (SG 9), composé du destroyer St. Croix, de la frégate Itchen et des corvettes Chambly, Morden et Sackville.
Au total, les 65 navires furent escortés par 19 navires de guerre, affrontant vingt submersibles.

## La bataille
La meute de sous-marins en place se trouve renforcée par six autres bateaux rassemblés au Nord des Açores après avoir été ravitaillés. Les submersibles font mouvement vers le Nord pour prendre leur place dans la ligne de patrouille. Le secret est maintenu pour éviter que les Alliés se doutent de leurs présences. Le 19 septembre, l’U-341, repéré en train de plonger, est attaqué et coulé par un Liberator de l'Aviation royale canadienne près de la position de la ligne de patrouille.
Au début de la journée du 20 septembre, alors que les U-Boote se sont mis en position d'attaque, le convoi ON-202 est repéré par l’U-270 à l'est-sud-est du cap Farvel ; l'U-Boot est chassé par l'Escapade après avoir endommagé la frégate Lagan, ayant perdu une partie de sa poupe sur une longueur de trente pieds.
Dans la journée, quatre U-Boote s'approchent du convoi ON-202, mais un seul lance une attaque en plongée. Il s'agit de l’U-238 qui coule le Theodore Dwight Weld et endommage le Frederick Douglass qui sera coulé ultérieurement par l’U-645. Le contact est ensuite perdu à cause d'une forte escorte de surface et d'une intense protection aérienne. Le convoi ON-202 rejoint le convoi ONS-18 en cours de journée. Le contact est repris en début de soirée, cinq sous-marins allemands s'approchent des deux convois. Les autres bateaux du groupe Leuthen se sont résolus à attaquer les escortes, avec la conviction que celles-ci sont épuisées et que les convois pourront être aisément attaqués au cours de la nuit du 21 au 22 septembre.
Vers la fin de la journée du 20 septembre, l’U-229 lance une attaque qui échoue contre le destroyer Icarus. Le St. Croix, destroyer canadien, se dirige vers les lieux pour grenader les sous-marins, il ralentit pour établir un contact par sonar ; alors, deux torpilles tirées par l'U-305 l’atteignent juste au moment où il ralentissait. Irrémédiablement atteint, il envoie un dernier message au sens encore incompris : « Je quitte le bureau. » Quelques secondes plus tard, une troisième torpille touche la poupe du navire, suivie d'une terrible explosion. Des flammes s’élancent vers le ciel ; en trois minutes, le destroyer canadien sombre, emportant avec lui son commandant et 66 membres de l’équipage.
Avant de secourir les survivants du St. Croix, l’Itchen recherchait l’ennemi. Il appelle donc le Polyanthus à la rescousse. Le Polyanthus répond à l’appel et manœuvre pour aider les Canadiens. Une torpille tirée par l'U-952 l’atteint en pleine poupe et il sombre en quelques secondes, ne laissant qu’un seul survivant, que l’Itchen recueille le lendemain, accroché à des débris flottants.
À ce moment, trois navires d’escorte ont été torpillés, tous atteints en pleine poupe dans les hélices. Les Alliés croyaient qu'un sous-marin jouait le rôle d’appât, attirant le navire à l’endroit où l’attendait un second assaillant. Les services de renseignement avaient relevé la rumeur d’une nouvelle arme, une torpille acoustique qui se dirigerait vers le navire visé guidée par le son de ses hélices. Ces informations n’ont pas servi au convoi.
Dans la nuit du 21, neuf attaques sont menées contre les Alliés. L’escorte réussit à les repousser et l’U-229 est coulé au petit matin par le destroyer Keppel. L'ayant repéré, le destroyer ouvre le feu puis l'éperonne sur son arrière tout en lui lançant lance dix charges de profondeur qui détruisent l’U-229 à 800 nautiques dans le sud-sud-est du cap Farvel. Le destroyer sévèrement endommagé fait route vers le port de Saint-Jean de Terre-Neuve. Il n'y a aucun survivant de l’U-229. Deux autres U-Boote sont endommagés par des obus de canons (dont l'U-422). Au matin, le brouillard s'installe pour toute la journée.
Quelques trouées apparaissent dans le brouillard lorsqu'un avion arrive : certains U-Boote du groupe Leuthen se trouvent en surface. Ils sont obligés d'engager l'appareil. L’Itchen, qui de son côté se trouvait à l’avant-garde, ouvre le feu contre l’U-666. Une minute plus tard, une explosion assourdissante éclate et la frégate disparaît avec la quasi-totalité des membres de son équipage ainsi que les marins rescapés du St. Croix et du Polyanthus. Trois marins restent en vie : un membre de l’équipage de l’Itchen, un marin du St. Croix et un marin du Polyanthus.
En fin d'après-midi, le brouillard se dissipe ; cinq submersibles s'approchent du convoi en route vers les Grands Bancs de Terre-Neuve, rencontrant une forte escorte. L’U-952 est aperçu près du convoi par le chalutier armé anti-sous-marins HMS Northen Waters. Ce dernier tente en vain d'éperonner l’U-952, puis d'effectuer une attaque avec des charges de profondeur après qu'il a plongé. Il refait surface et s'éloigne de la zone. Dans la soirée du 22 septembre, l’U-952 attaque sans succès une corvette française.
L’escorte est décimée. Les sous-marins s’en prennent aux navires marchands. Le lendemain matin, l’U-952 torpille deux bâtiments américains du convoi ON-202, au sud-sud-est du cap Farvel ; le premier (Steel Voyager) est envoyé par le fond et le deuxième (James Gordon Bennett) est touché. L’U-758 est légèrement endommagé au cours d'une attaque anti-sous-marine. L'U-238 torpille et coule dans la journée les navires Skjelbred, Oregon Express et Fort Jemseg. 
L'opération se termine. Six bâtiments ont été coulés et un endommagé, trois navires d'escorte ont été envoyés par le fond et un autre endommagé de manière irréparable. Deux U-Boote sont portés disparus : l’U-338 et l’U-229. L'U-341 a coulé au début de la bataille, portant à trois le nombre de submersibles allemands perdus. Trois autres sont assez endommagés et forcés de retourner à la base.
Les deux convois continuèrent vers leur destination, l'ONS 18 arrivant à Halifax le 29 septembre, tandis que l'ON 202 atteignit New York le 1er octobre.

## Pertes
Navires alliés perdus
| Date                 | Nom                  | Nationalité | Victimes | Tonnage | Coulé par    |
| -------------------- | -------------------- | ----------- | -------- | ------- | ------------ |
| ONS-18               | ...                  | ...         | ...      | ...     | ...          |
| 23 septembre 1943    | Steel Voyager        | États-Unis  | 0        | 6 198   | U-952        |
| ON-202               | ...                  | ...         | ...      | ...     | ...          |
| 19/20 septembre 1943 | Theodore Dwight Weld | États-Unis  | 33       | 7 176   | U-238        |
| 20 septembre 1943    | Frederick Douglass   | États-Unis  | 0        | 7 176   | U-238, U-654 |
| 23 septembre 1943    | Fort Jemseg          | Royaume-Uni | 1        | 7 134   | U-238        |
| 23 septembre 1943    | Oregon Express       | Norvège     | 8        | 3 642   | U-238        |
| 23 septembre 1943    | Skjelbred            | Norvège     | 0        | 5 096   | U-238        |

Navires de guerre alliés perdus
| Date              | Nom            | Nationalité              | Victimes | Type      | Coulé par |
| ----------------- | -------------- | ------------------------ | -------- | --------- | --------- |
| 20 septembre 1943 | HMCS St. Croix | Marine royale canadienne | ? 147    | Destroyer | U-305     |
| 20 septembre 1943 | HMS Polyanthus | Royal Navy               | ? 88     | Corvette  | U-952     |
| 23 septembre 1943 | HMS Itchen     | Royal Navy               | 227      | Frégate   | U-666     |

Unterseeboote perdus
| Date              | Nombre | Type | Capitaine              | Victimes | Coulé par                       |
| ----------------- | ------ | ---- | ---------------------- | -------- | ------------------------------- |
| 19 septembre 1943 | U-341  | VIIC | Oblt. Dietrich Epp     | 50       | B-24 (10 Sqdn) de l'ARC         |
| 20 septembre 1943 | U-338  | VIIC | Kptlt. Manfred Kinzel  | 51       | B-24 (120 Sqdn) HMCS Drumheller |
| 21 septembre 1943 | U-229  | VIIC | Oblt. Robert Schetelig | 50       | HMS Keppel                      |